# Eoppa di Bernicia
Eoppa (... – 547 circa) è stato il padre di Ida, primo re di Bernicia. La Cronaca anglosassone afferma che era figlio di Esa e nipote di Ingwy.